# José Teña
José Teña Ambros (nascido em 23 de janeiro de 1951) é um ex-ciclista espanhol, profissional de 1972 e 1974. Defendeu as cores do seu país no contrarrelógio por equipes (100 km) nos Jogos Olímpicos de Munique 1972.